# 高树茂
高树茂（1946年7月—2016年8月27日），中华人民共和国政治人物、外交官。
2003年，接替黄家骙，担任中华人民共和国驻蒙古大使。2007年，由余洪耀接任。